# Osteospermum corymbosum
Osteospermum corymbosum là một loài thực vật có hoa trong họ Cúc. Loài này được Carl von Linné mô tả khoa học đầu tiên.